# Ängsön, Pyttis
Ängsön, finska: Heinäsaari, (svenska: Byön, Ängsö, finska: Heinäsaari) är en ö i Finland. Den ligger i Finska viken och i kommunen Pyttis i den ekonomiska regionen  Kotka-Fredrikshamn i landskapet Kymmenedalen, i den södra delen av landet. Ön ligger omkring 22 kilometer sydväst om Kotka och omkring 93 kilometer öster om Helsingfors.
Öns area är 1,13 kvadratkilometer och dess största längd är 1,9 kilometer i nord-sydlig riktning. Ön höjer sig omkring 40 meter över havsytan.